# Агропромышленный комплекс

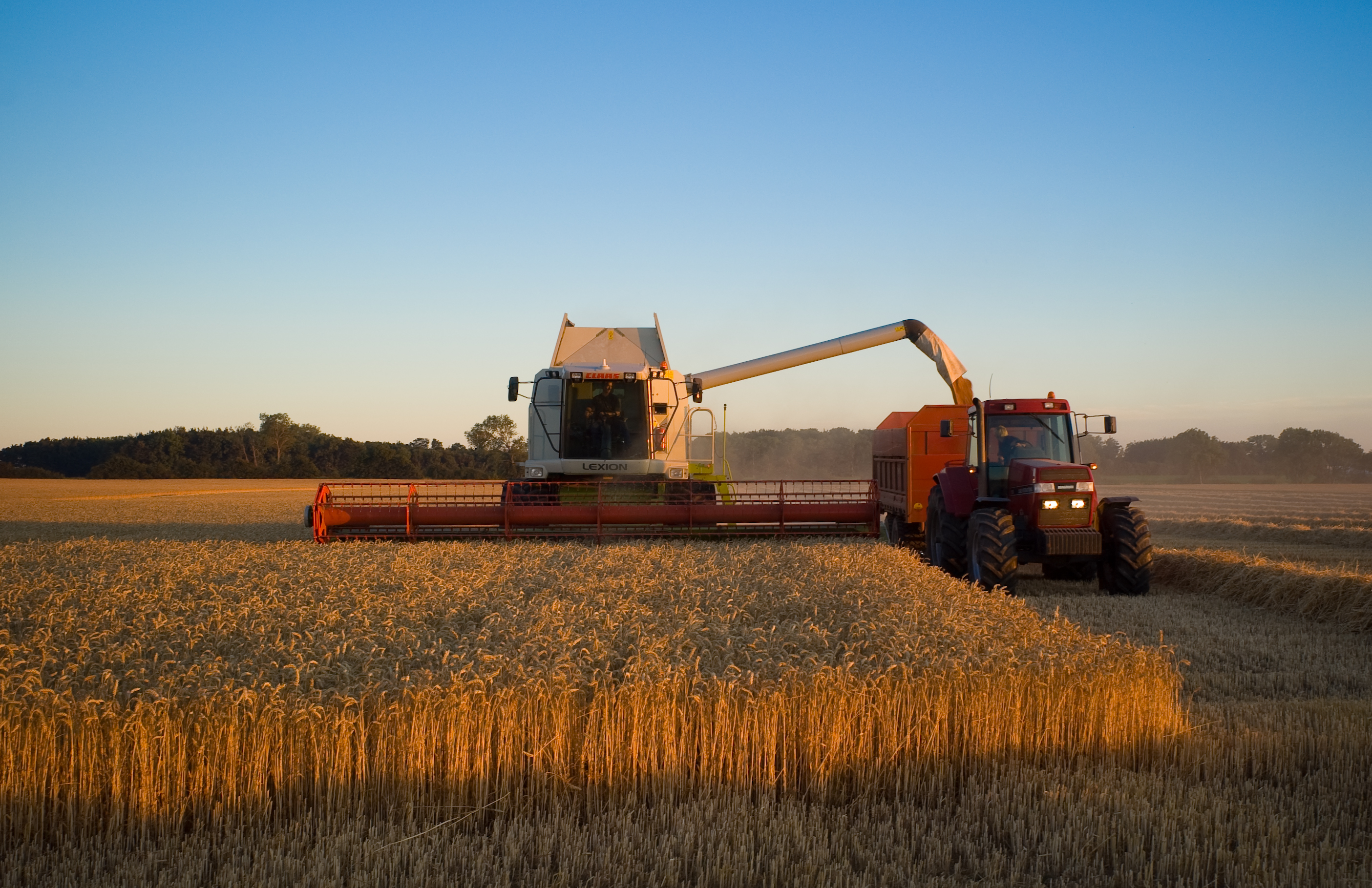
Сбор урожая пшеницы с помощью Claas Lexion перед заходом солнца близ Брандерслева, Лолланд, Дания

Агропромышленный комплекс (АПК) — межотраслевой комплекс, объединяющий все отрасли хозяйства, а также отрасли экономики, принимающие участие в производстве сельскохозяйственной продукции, доводимой до конечного потребителя.
АПК — это совокупность отраслей экономики государства и страны, объединяющая сельское хозяйство, ряд отраслей промышленности, напрямую связанных с сельским хозяйством. Включает в себя производство, перевозку, хранение, переработку, поставку сельскохозяйственной продукции, а также обеспечение сельского хозяйства техникой, химикатами и удобрениями, необходимыми для сельскохозяйственного производства.
В определении АПК ключевым понятием является комплексность входящих в него отраслей, на этом базируется экономико-правовая система определения. Это позволяет строить механизм управления с использованием системно-ценностного и кластерного подходов с определением стратегически важных зон.

## Состав АПК
Цепочка зависимостей секторов АПК связывает исходное сырье и конечных потребителей через основные сферы, входящие в АПК: Финансовые институты → Специализированные сельскохозяйственные институты (овощные, кормовые, животноводческие) → Организации, обеспечивающие производство (сельхозтехника) → Организации, обеспечивающие хранение и переработку → НИИ сельского хозяйства → Транспортное обеспечение → Сети продаж сельскохозяйственных товаров → Потребители.  
В составе АПК выделяют три основные сферы:
1. снабжение АПК средствами производства, обеспечение сельского строительства и др.;
2. собственно сельское хозяйство;
3. заготовка, транспортировка, переработка, хранение и сбыт продукции АПК.

В развитом АПК формируется четвертая сфера, отвечающая за эффективное функционирование АПК: производственная, социальная, сервисная, научная, информационная инфраструктуры.
В структуре АПК выделяют два основных подкомплекса:
- производство и реализация готовой продукции (продовольственный комплекс);
- производство и реализация промышленных предметов потребления из сельскохозяйственного сырья.

## История развития АПК в России

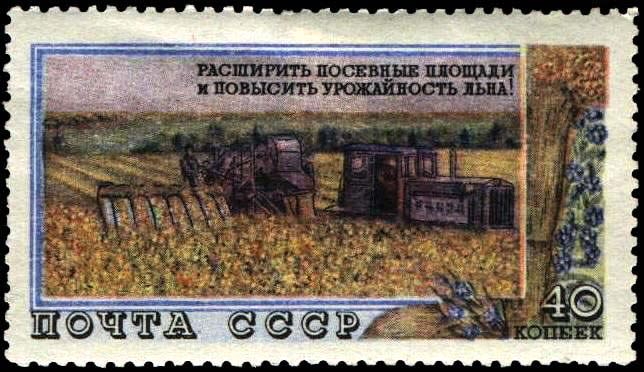
Советский Союз 1954 г. Марка CPA 1775 (Сельское хозяйство в СССР. Уборка льна)

### Развитие АПК в СССР
Развитие АПК напрямую связано с процессами индустриализации и влиянием мировых войн на экономику разных стран. Сельскохозяйственное производство СССР после Второй мировой войны уменьшилось практически вдвое, к 1946 году в стране наблюдался дефицит базовых продуктов с/х производства. Промышленное производство на территориях, через которые пролегала линия фронта, сократилось практически в три раза. К 1950 году произошло восстановление промышленного сектора, но собственно сельское хозяйство не только не смогло развиться, но и выйти на довоенный уровень (в 1950 году производство зерновых находилось на уровне 1913 года). Промышленное производство в 50-60 годах выросло почти в 7 раз, в то время как производство зерновых культур (основная отрасль сельского хозяйства и фундамент АПК) только в 1,5 раза. Более того, этого результата удалось достичь исключительно за счет насильственного освоения плодородных земель Казахской ССР. Промышленность была направлена в военные сферы, шла интенсивная перекачка ресурсов из сельского хозяйства, поэтому интеграция промышленной и сельскохозяйственной сфер до 70-х годов происходила не в пользу развития агропромышленного сектора.

### 1970-е
Выделение АПК в отдельный комплекс экономики происходит в СССР в 1970-80-х годах. Это было обусловлено обособлением производства и переработки сельскохозяйственного сырья от собственно сельского хозяйства, которое стало возможно благодаря процессам агропромышленной интеграции с новыми технико-технологическими и организационными принципами. Помимо этого обособление АПК было связано с технологическими изменениями в сельском хозяйстве и, в частности, с переходом к:
- комплексной механизации;
- массовой химизации;
- мелиорации[3].

В 70-е годы развитие АПК характеризовалось отраслевым принципом: предприятия пищевой промышленности выступали в роли интеграторов, двигающих процесс развития в конкретных сферах (производство и переработка сельскохозяйственной продукции). Уже к началу 80-х годов развитие АПК характеризовалось формированием объединений по территориальному принципу (например, агрокомбинаты). В 1988 году был принят закон «О кооперации», начавший новый этап в его развитии. Значительный вклад в этот процесс внесла работа коллектива ВНИЭСХ, под руководством доктора юридических наук М. И. Палладиной.

### 1990-е
В 1990-х годах АПК в России пребывал в несбалансированном состоянии, этот период характеризовался усилением территориального разделения труда между северными и южными, горными и равнинными регионами. Увеличение доли зерновых культур в посевных площадях привело к территориальному расширению зерновых предприятий на север. В Европейской части России (Приволжский и Южный федеральные округа) и в Сибири эти процессы были характерны для южных регионов. В нечернозёмной зоне и на Дальнем Востоке наблюдалось заметное уменьшение животноводства, вызванное расширением влияния сельскохозяйственных зерновых предприятий. Однако, вместе с тем, наблюдался кризис, вызванный общим сокращением посевных площадей. В горных республиках, напротив, на фоне общего сокращения посевных и поголовья скота произошло увеличение доли животноводства, в основном в частных хозяйствах.
Для развития АПК в стране было создано системное правовое обеспечение, подкрепленное федеральными законами. Основные понятия, раскрывающие сущность АПК, определяет Федеральный закон «О сельскохозяйственной кооперации», вступивший в действие в 1995 г. Сельскохозяйственные производственные кооперативы стали преобладающими формами взаимодействия. Широкое распространение получили и другие агропромышленные формирования (ассоциации, агрохолдинги, финансово-промышленные группы).  Вместе с тем на новом этапе развитие АПК шло медленным темпом по ряду причин:
- несовершенство законодательных актов;
- слабая поддержка со стороны государства;
- недостаточность методического обеспечения организационно-экономической деятельности.
- нехватка высококвалифицированных специалистов[5].

В 1997—1998 годах доля убыточных агропредприятий достигала от 82% до 88%, половине из которых удалось достичь рентабельности к началу  2000-х годов. Наивысшая рентабельность наблюдалась в зерновом хозяйстве. Однако и в этот период функционирование АПК характеризовалось неравномерностью: в некоторых отдельных областях нечернозёмной зоны доля убыточных предприятий достигала 97%, а на юге Европейской части России не превышала 60%. К 2005 г. убыточные предприятия преобладали в северных и восточных регионах, а также в части областей нечернозёмной зоны.

### Особенности современного этапа
Современный этап развития АПК в России разительно отличается от развития комплекса в СССР. Это закономерно обусловлено сменой типа экономики, перестройкой государственного строя и интеграцией в стране рыночных принципов взаимоотношений. Более того, активное развитие этих процессов в Российской Федерации обусловлено преимуществами, которые получают структуры, входящие в комплекс в противовес структур, ведущих обособленную деятельность:
- доступ к большему количеству ресурсов;
- большая независимость от поставщиков сырья;
- возможность организации и участия в многопрофильном производстве;
- оптимизация затрат и количества рабочих мест;
- развитие инфраструктуры сельскохозяйственных угодий[5].

Успешное функционирование АПК в современной России напрямую связано с вопросами продовольственной безопасности, то есть таким состоянием экономики, при котором обеспечивается продовольственная независимость страны, а также гарантируется доступность продуктов питания, соответствующих стандартам качества и безопасности пищевой промышленности. На современном этапе развития страны данная задача имеет повышенную актуальность в связи с необходимостью обеспечения бесперебойного импортозамещения ряда продуктов АПК. Работа в данном направлении ведется, согласно п.52 утвержденной Указом Президента РФ от 31.12.2015 г. №683 «Стратегии национальной безопасности РФ» (повышение качества жизни граждан гарантируется за счет обеспечения продовольственной безопасности). Стратегии развития АПК в этом контексте обусловлены следующими факторами внимания:
- прогнозирование и предотвращение внутренних и внешних угроз ПБ, минимизация негативных последствий;
- формирование стратегических запасов продуктов питания;
- вклад в развитие внутреннего производства;
- поддержание доступности граждан к продуктам АПК в достаточных объемах и в соответствующем законодательству качестве.

В этом смысле АПК напрямую связан с качественным и надлежащим функционированием таких сфер, как: санитарная безопасность, медицинское обслуживание, организация ухода и питания для граждан Российской Федерации.

### Современное состояние АПК России
Одна из самых проблемных сфер превратилась в драйвер развития страны, системообразующую отрасль, которая дает более четырех миллионов рабочих мест, обеспечивает рост ВВП и продовольственную безопасность России. За последние годы сектор АПК серьезно трансформировался, перешел к импортозамещению, а теперь формирует стратегически важную экспортно ориентированную отрасль. Идет активная работа по выводу на внешние рынки мяса, молока и продуктов их переработки. Набирает обороты винодельческая отрасль.
Топ-10 крупнейших компаний АПК России-2022
По версии журнала «Эксперт»
|    | Компания                                        | Специализация                                                                                  | Выручка 2021 г. (млн руб.) |
| -- | ----------------------------------------------- | ---------------------------------------------------------------------------------------------- | -------------------------- |
| 1  | ГК «Содружество» («С-Соя», «Агропродукт» + ТДС) | переработка маслосодержащих культур                                                            | 300000                     |
| 2  | ГК «Эфко»                                       | производство растительных рафинированных масел и жиров, яичных продуктов, пищевых ингредиентов | 222955                     |
| 3  | ГК «Русагро»                                    | производство сахара, свинины, масложировой продукции, выращивание сельскохозяйственных культур | 222932                     |
| 4  | Агрохолдинг «Мираторг»                          | животноводство, растениеводство, переработка, розничная торговля, производство кормов          | 189271                     |
| 5  | КДВ Групп                                       | пищевая промышленность, животноводство, растениеводство, переработка, розничная торговля       | 184731                     |
| 6  | ТД РИФ                                          | оптовая торговля зерном                                                                        | 176899                     |
| 7  | Группа «Черкизово»                              | животноводство и растениеводство, переработка, производство кормов                             | 157968                     |
| 8  | ГК «Агропромкомплектация»                       | животноводство и растениеводство, переработка, розничная торговля, производство кормов         | 133511                     |
| 9  | ГАП «Ресурс»                                    | животноводство, переработка мяса, производство и переработка зерновых и масличных культур      | 125668                     |
| 10 | ООО «Каргилл» (ГПК «Ефремовский»)               | производство крахмала и крахмалопродуктов,производство сахаров и сахарных сиропов, комбикормов | 117844                     |

## АПК в мировом контексте

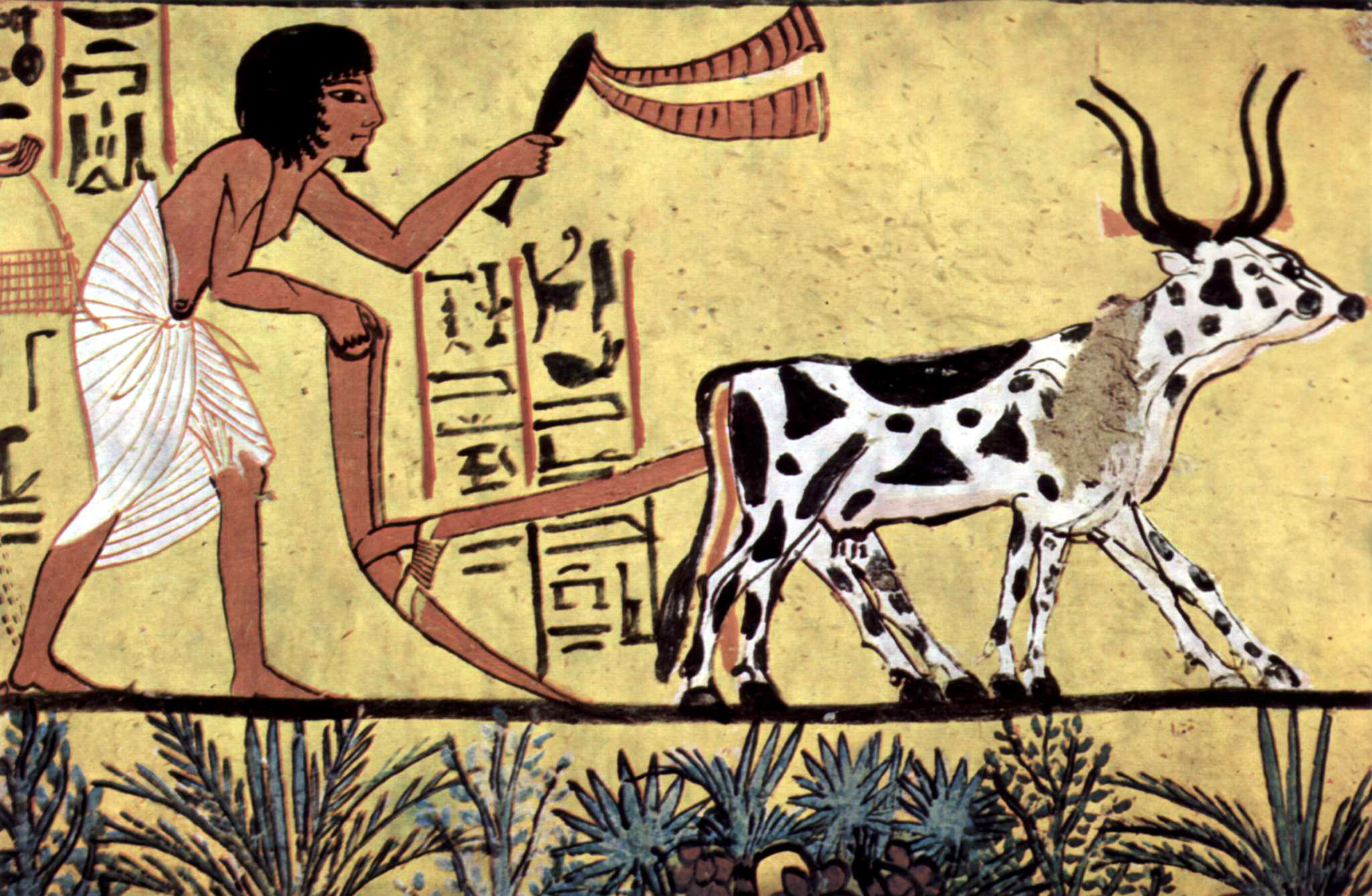
Примитивное возделывание земли плугом (фреска)

В мировом контексте подход к функционированию АПК отличается прочной связью данных исследований с программой ООН «Цели устойчивого развития» и изучением возможностей взаимодействия АПК с атомной энергетикой, а также с альтернативными видами энергии. Создание успешно функционирующего агропромышленного комплекса является масштабной задачей и предполагает применение различных отраслей науки. В данном контексте промышленные процессы определяются с учетом двух основных целей: стимулирование сельскохозяйственного производства за счет интенсивного использования удобрений и развитие экономики страны за счет удовлетворения внутреннего спроса на продукцию и создания необходимой базы для экспорта. Исследовательский интерес был мотивирован необходимостью формировать и поддерживать АПК в условиях, не пригодных для дешевого и удобного использования природных ресурсов или видов энергии.
В 1967 году Национальная лаборатория Окриджа в сотрудничестве с рядом частных лиц и организаций инициировала исследование, в котором была представлена новая фундаментальная идея сочетания промышленных комплексов с высоко рациональным сельским хозяйством, основанным на сокращении потребления пресной воды. Впервые был проведен тщательный и систематический анализ агропромышленного комплекса. Источниками энергии могут быть гидроэлектроэнергия, газ, уголь или нефть. Как правило, создание АПК невозможно вдали от источника энергии или воды, это резко ограничивает возможности доступа к продуктам питания засушливым или горным районам, например. АПК такого рода (возведенные  внесли значительный вклад в развитие так называемых промышленно развитых стран. Гидроэлектростанции или электростанции, работающие на ископаемом топливе, должны строиться вблизи их источников энергии, которые не всегда являются выгодными местами для возведения комплексов. Ядерная энергетика, с другой стороны, не ограничивается этими условиями. Было сделано предположение, что страны, испытывающие нехватку ископаемого топлива и желающие развивать тяжелую промышленность и АПК, могут пойти по пути использования атомной энергии. Концепция центра ядерной энергии предусматривает сочетание недорогостоящего источника энергии с отраслями промышленности, требующими больших объемов энергии, будь то в виде электричества или пара. Затраты на энергию в том числе оказывают существенное влияние на экономику производства химических веществ.
В 1972 году Международное агентство атомной энергии опубликовало предложение о возможностях интеграции АПК с атомными источниками энергии, основываясь на собственных исследованиях и опыте внедрения подобных проектов в Индии и Пуэрто-Рико. Центром предполагаемого промышленного сектора становится атомная электростанция двойного назначения. Предполагалось, что избыточная мощность может быть поглощена существующей инженерной сетью и что избыток воды может быть использован в сельском хозяйстве. К тому же, часть сточных вод от рассола используется для получения морской соли и брома. Электролиз рассола в основном используется для получения соляной кислоты и каустической соды для обработки сырой морской воды перед опреснением, что значительно сокращает затраты пресной воды для с/х нужд. Азотные и фосфорные комплексные удобрения предполагалось использовать для собственно нужд АПК и для продажи в другие сельскохозяйственные центры страны, функционирующие за счет других источников энергии. Особое внимание было уделено влиянию затрат на опресненную воду и электроэнергию на себестоимость промышленной и сельскохозяйственной продукции. Более того, побочные продукты, которые часто утилизируются как отходы, тоже могут быть использованы (сточные воды, химические удобрения). Излишки электроэнергии могут быть переданы в сеть.

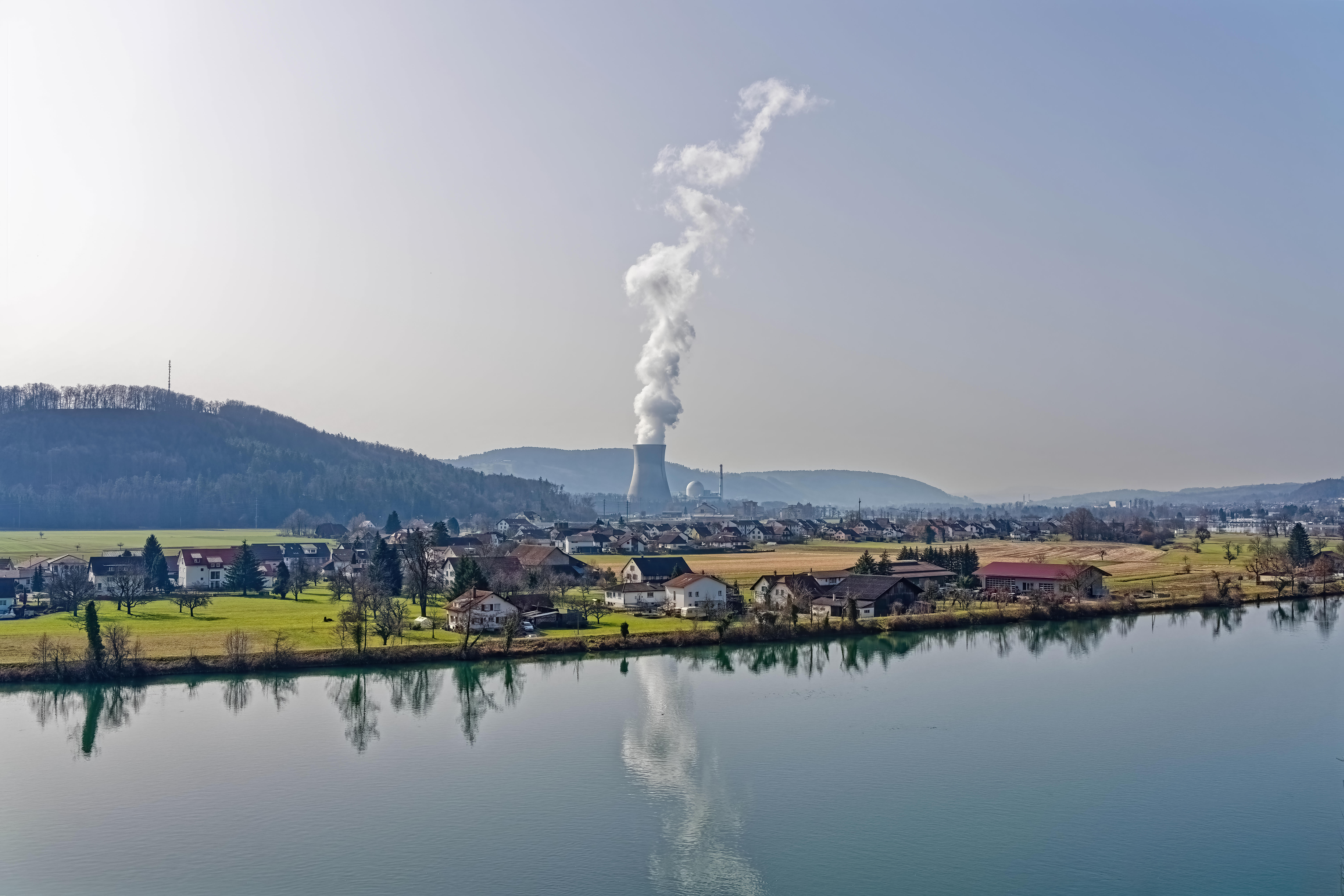
Атомная электростанция Лейбштадт, Швейцария

Задачей исследования было доказать, что создание комплекса отраслей промышленности вокруг ядерного источника энергии благоприятно скажется на экономике крупногабаритных атомных электростанций. Отрасли, выбранные для формирования части промышленного или агропромышленного комплекса, получат выгоду от низкой стоимости электроэнергии, но в то же время им будут благоприятствовать многие другие факторы. Несомненным преимуществом промышленных комплексов является то, что продукция одного завода может быть использована в качестве сырья для основных или вторичных процессов других заводов, представленных в комплексе. Для общих целей исследования были рассмотрены особенности возделывания десяти сельскохозяйственных культур с погрешностью на особенности регионов. Приведенная в исследовании норма водопотребления показывала, что эффективность сокращения орошения при подобном подходе составляет 80%, а урожайность в ряде регионов возрастет на 20%. Был сделан вывод, что засушливые тропические и субтропические регионы с климатом, пригодным для выращивания с/х продукции в течение всего года, теоретически способны выращивать продукты питания по цене, равной импортным ценам на мировом рынке или близкой к ним, при наличии опресненной воды, полученной путем использования атомной энергии.
Вместе с этим в исследовании было отмечено, что подобных подход вызывает и ряд проблем при внедрении агропромышленного комплекса, завязанного на атомной энергии. Это особенно актуально, если комплекс возводится в отдаленном и неосвоенном районе. Требуется долгосрочное заблаговременное планирование. Исследовательская группа, состоящая из команды высококвалифицированных и опытных инженеров в качестве архитекторов проекта, работающих в тесном сотрудничестве с местными техническими и финансовыми группами, должна была бы тщательно изучить все аспекты экономической основы, планирования и реализации проекта. Большому количеству людей пришлось бы переехать в этот район, в связи с чем требуется особое внимание инфраструктуре и благоустройству. Задолго до начала возведения АПК необходимо обеспечить такие объекты, как жилье, дороги, транспортные услуги, водоснабжение, канализацию, электричество, больницы и медицинские услуги, школы, учебные программы.

## Проблематика
Сельское хозяйство занимает очевидно основное место в структуре агропромышленного комплекса. Производство продуктов питания играет функциональную роль, а сельскохозяйственные предприятия связаны с десятками отраслей, которые потребляют его продукцию или производят сельскохозяйственную продукцию. Более того, для большинства отраслей АПК является основным фактором промышленного развития, поэтому любые изменения в его структуре ведут к соответствующим изменениям в связанных сферах и экономике в целом.
Нестабильность АПК, как системы, напрямую зависящей от сельского хозяйства, обуславливается рядом основных факторов:
- Социальная значимость продуктов питания, являющихся базовым условием биологического и социального существования индивида, социальной группы, государства;
- Высокая степень зависимости результатов деятельности АПК от неконтролируемых природно-климатических факторов и биологических процессов;
- Необходимость обеспечения бесперебойности производства скоропортящихся, не подлежащих длительному хранению, продуктов питания, дефицит которых может стать угрозой безопасности социума;
- Эффект мультипликации рисков, зарождающихся в сельском хозяйстве и проявляющихся в сопряженных отраслях комплекса.

## Влияние АПК

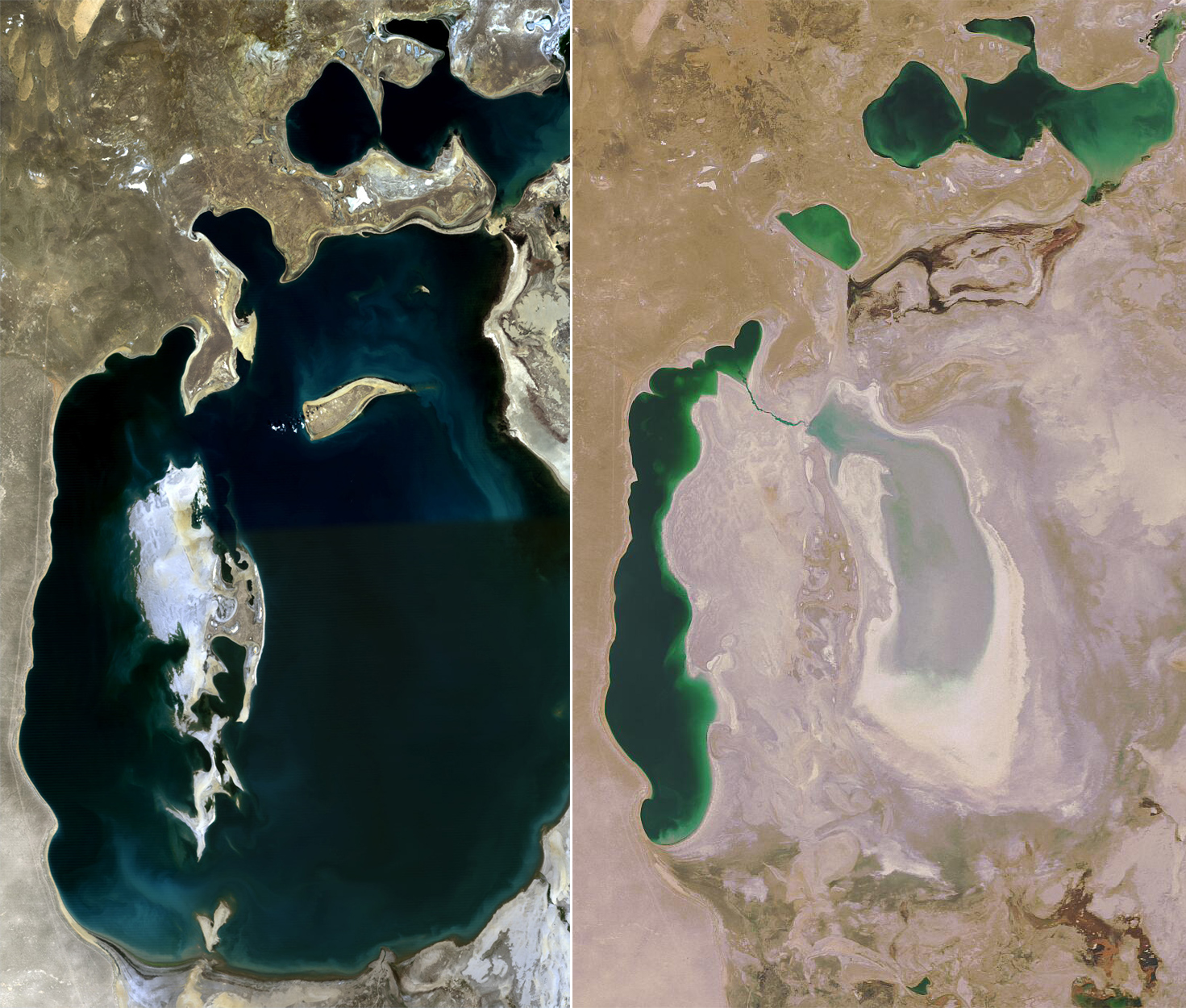
Сравнение состояния Аральского моря в период с 1989 по 2008 год (осушение водоема в связи с активным развитием хлопковой промышленности)

В развитых странах на АПК приходится значительная часть работников, основного и оборотного капитала, ВВП. Именно от масштабов АПК, его структуры и эффективности функционирования во многом зависят повышение уровня жизни населения и обеспечение продовольственной безопасности. Вместе с тем наблюдается тенденция того, что развитие сферы услуг приводит к снижению процента влияния АГП в экономике развитых стран, в то время как развивающиеся страны имеют высокий показатель от 40 до 50%. Также рост участия АПК в ВВП приводит к тому, что мелкие фермерские хозяйства, составляющие 72% от всех ферм, занимают всего 8% от общего числа сельскохозяйственных земель. Крупные фермы, принадлежащие пищевым корпорациям, на долю которых приходится всего 1% ферм в мире, занимают 65% сельскохозяйственных земель. Это дает крупным хозяйствам практически полный контроль в сфере, отсутствие стимулов для разработки технологий, что влечет за собой снижение качества производимой и поставляемой продукции.
Развитие АПК вносит основной вклад в развитие одной из целей устойчивого развития — искоренение голода как явления — и в этом направлении были достигнуты определенные успехи: за первые 15 лет 21 века во всем мире доля людей, страдающих от недоедания, сократилась с 15% в 2000—2002 годах до 11% в 2014—2016 годах. При сохранении данной тенденции цель по искоренению голода в значительной степени будет достигнута к 2030 году. Однако при этом экологи отмечают негативное влияние активного развития АПК на состояние окружающей среды. Побочные продукты функционирования АПК являются значимым источником парниковых газов, загрязнения почвы и водоемов, вырубки лесов, сокращения популяции диких животных. А также приводит к передаче новых вирусов между дикими животными, одомашненными животными и людьми. Активное использование пестицидов в ряде отраслей АПК признано Всемирной организацией здравоохранения причиной реального вреда здоровью потребителей.